# Plagiostenopterina inapta
Plagiostenopterina inapta är en tvåvingeart som först beskrevs av Walker 1860.  Plagiostenopterina inapta ingår i släktet Plagiostenopterina och familjen bredmunsflugor. Inga underarter finns listade i Catalogue of Life.